# Черкизово (Молжаниновский район)

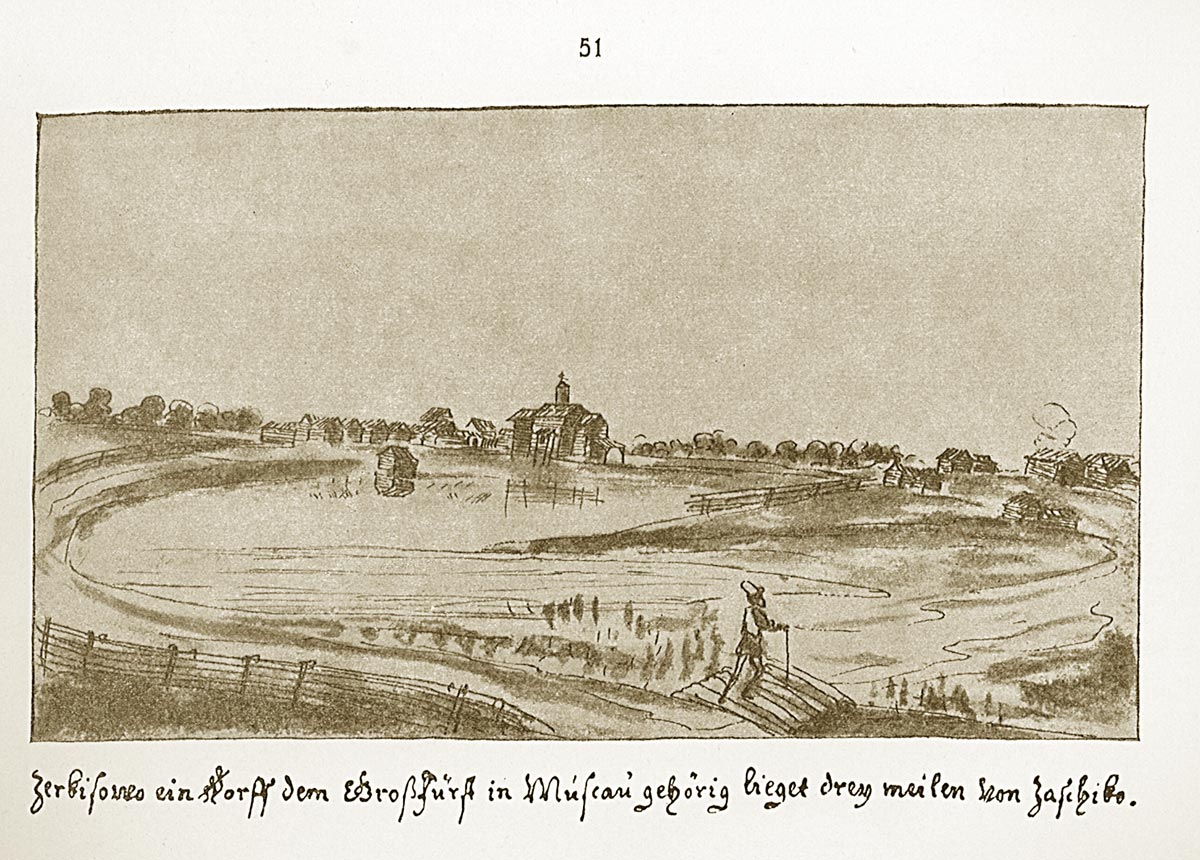
Село Черкизово в 1661 году. Рисунок художника бывшего в свите Мейерберга.

Черкизово (в правом нижнем углу) в Солнечногорском районе (в границах 1939 года), часть карты.

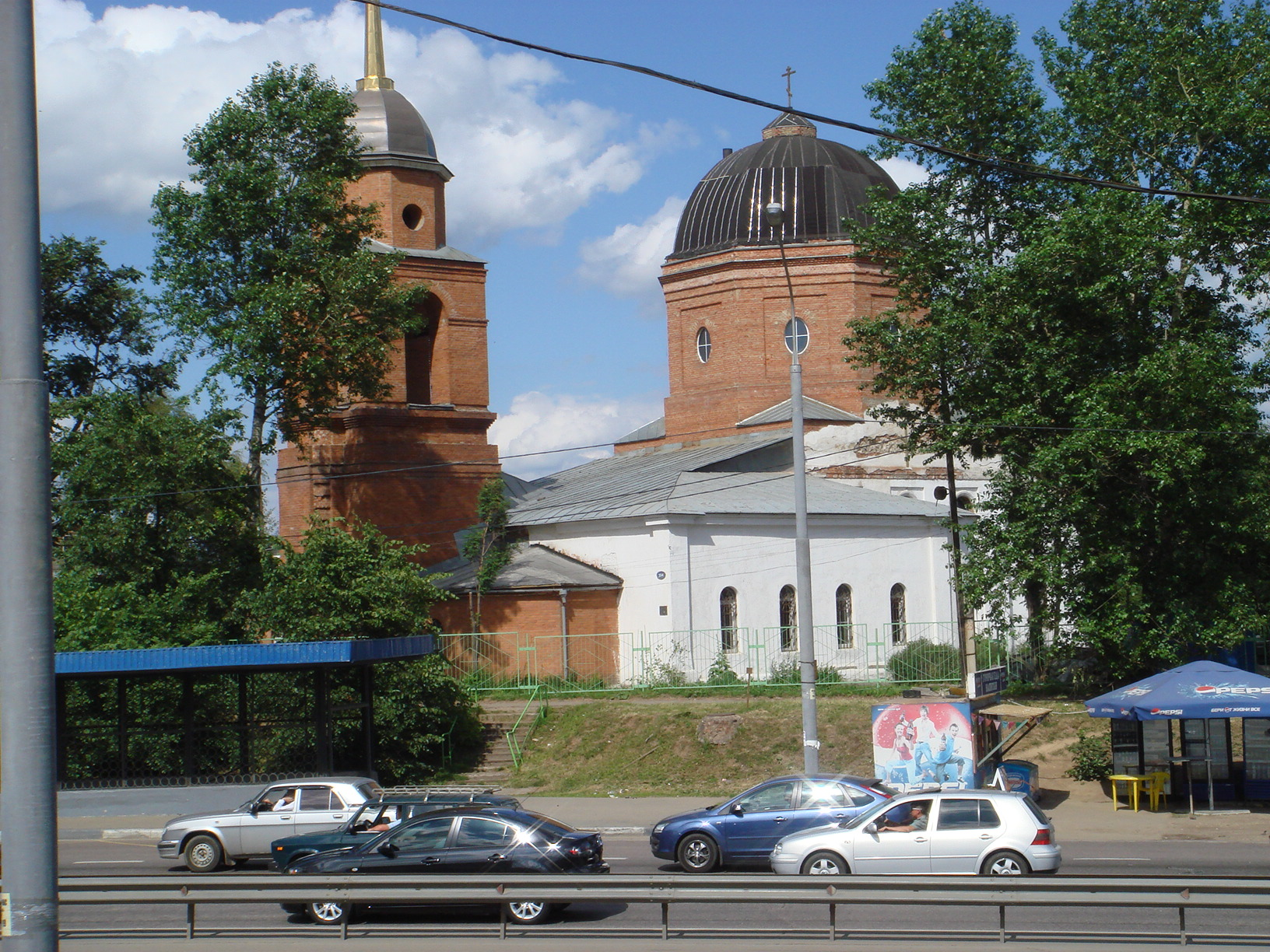
Храм Рождества Христова в Черкизове

Памятник павшим в годы Великой Отечественной войны, в бывшем селе Черкизово, фрагмент.

Черкизово — бывшее село, сейчас территория микрорайона Черкизово, в составе Молжаниновского района Северного административного округа (САО) города Москва.
Первое документальное упоминание 1533 года, а основано поселение в XIV веке. С 1560 года селение становится дворцовым селом и относится, как и земли вокруг него до границ Горетова и Манатьина станов, к дворцовым землям Русского государства. К Черкизовской вотчине относились само село, сад при нём, пруд «с караси» и ещё два пруда «за лесом», мельница на Клязьме, «да к тому ж к селу», «да одиннадцать деревень, которые приписаны к той мельнице,» и более сотни пустошей у Всходни и Клязьмы.

## Происхождение названия
Своё название село получило от имени ордынского царевича Серкиза, приехавшего на Русь в середине XIV века. Его сын Андрей погиб на Куликовом поле, храбро сражаясь против войск Мамая.

## История
В районе будущего села Черкизово в XII веке был волок между реками Сходня (Восходня, Всходня) и Клязьма.
Владельцем села был Андрей Иванович Серкизов воевода части войск Дмитрия Донского. Его младший сын Фёдор Андреевич стал родоначальником бояр Старковых. Его сын Иван Фёдорович Старков был воеводой в Коломне, и во время междоусобной войны Великого князя Московского Василия Васильевича Тёмного с Дмитрием Шемякой он принял сторону Шемяки, за что позднее был и лишён своей вотчины, в том числе и в Замосковье.
При Василии III поселение Черкизово принадлежало Петру Яковлевичу Захарьину, а от него перешло к великому князю, который пожаловал это владение своему сыну Юрию, брату Иоанна Грозного. В 1560 году, после смерти Юрия Васильевича, Иван Васильевич присоединил большую часть владения Юрия к дворцовым землям Русского государства. 

… за время детства и юношества Феодора и старшего его брата Иоанна, видно, что царь Иоанн Васильевич брал их с собой в загородные поездки, например в 1564 г. в подмосковное село Черкизово на медвежью охоту: «и повеле по островом осеки осечи и медведи пущати, и тешился там не по один день».— Феодор Иоаннович // Русский биографический словарь : в 25 томах. — СПб.—М., 1896—1918.
В 1572 году эти земли переданы царём старшему сыну Ивану (Иоанну).
 
Впервые село упоминается в завещании Ивана IV в XVI века как владение П. Я. Захарьина.
По данным 1584 году в селе находилась деревянная церковь Рождества Христова, большое хозяйство и три пруда, в которых разводили карасей на продажу жителям Москвы.
Черкизово долгое время принадлежало дворцовому ведомству и являлось центром большой дворцовой волости (Черкизовская волость). В Смутное время огромная дворцовая вотчина совершенно обезлюдела. В 1631 году в нём значился деревянный храм, 4 двора причта и 23 крестьянских и бобыльских двора. Признаки запустения государевой вотчины сохранялись и в 1646 году, когда на оставшихся в ней более чем трёх тысячах десятин отмечены в «живущих» лишь село Черкизово и деревня Ищева, в которых вместе насчитывалось лишь 33 крестьянских и 4 бобыльских двора с общим числом жителей 82 человека (в тот период учитывалось население только мужского пола).
Весной 1661 года, 21 — 24 мая, в Черкизово останавливалось посольство императора Леопольда I под руководством А. Мейерберга ко двору царя Алексея Михайловича.
К 1681 году количество дворов в селе увеличилось до 35. В 1689 году село в 57 дворов было подарено боярину Л. К. Нарышкину, дяде Петра I, при этом вотчина Черкизово оказалась разделена между двумя станами.
В 1732 году владельцем стал Иван Львович Нарышкин, который передал имение своей дочери Екатерине, вышедшей замуж за К. Г. Разумовского.
После смерти Екатерины управление селом перешло в руки её сына графа Л. К. Разумовского, который распорядился построить здесь каменный храм.
Во время Отечественной войны 1812 года село было полностью разграблено французами и их сателлитами по агрессии, но село быстро возродилось. Крестьяне Черкизово участвовали участие в строительстве Петербургского шоссе в 1817 — 1834 годах, которое прошло через село. Большая часть крестьян переселилась ближе к шоссе, а старая часть села получила название Старое Черкизово.
В 1818 году село перешло к графу С. С. Уварову, известному государственному деятелю, президенту Академии наук. При нём в селе была устроена усадьба.

23 верста, от Москвы, «село графа С. С. Уварова с красивой каменной церковью и опрятными домиками, показывающими довольствие и порядок. К селу принадлежит до 600 душ крестьян».— «Путеводителе от Москвы до С.-Петербурга и обратно», 1847 года.
К 1861 году в селе было 45 дворов, в которых проживало 318 человек, к моменту крестьянской реформы граф Алексей Уваров отпустил на волю 20 душ, а затем отдал крестьянам землю. После реформы крестьяне получили всю землю, которой они пользовались до этого, благодаря этому черкизовские крестьяне располагали самыми большими наделами в Московском уезде. Рыбу разрешалось ловить и помещику, и местным жителям. Отмена крепостного права ускорила развитие промыслов: женщины занимались шитьём перчаток, размоткой бумаги для фабрик, а мужчины искали заработок в городе.
После реформ 1861 года в империи, село вошло в состав вновь образованной Черкизовской волости, объединившей более 50 поселений, прилегавших к Санкт-Петербургскому шоссе, независимо от их прежней владельческой принадлежности, и стало его центром в селе образована волостная управа.
В 1874 году было открыто Черкизовское земское училище, в котором проходили обучение дети из 11 соседних сёл и деревень. Чуть менее половины населения знало грамоту.

В Черкизовской волости хлебопашеством, за неимением чем унаваживать поля, занимаются плохо; живут на стороне в кучерах; промышляют извозничеством в Москве; в большинстве в селениях этой волости развито мебельное кустарное производство.— Справочная книжка Московской губернии 1890 года.
Во время Смуты, 1905—1907 годов, в Черкизовской волости неоднократно происходили крестьянские сходки и волнения.
К 1914 году в Черкизове выросло до 66 дворов и 430 жителей, в селе имелась земская ветеринарная лечебница, директором которой был Эмилий Иванович Гауэнштейн. В течение нескольких лет он организовал драмкружок и библиотеку-читальню во дворе лечебницы.
Для обслуживания проезжающих путешественников (шоссе проходило через село) в селе имелись две чайные, две мелочно-овощные и одна казённая винная лавки. Численность население, к началу Первой мировой, составляло 430 человек.
После Февральской революции (переворота) волость, в которую входило Черкизово, стала называться Сходненской, а с 1918 году Ульяновской. 30 декабря 1917 года в селе был созван волостной съезд, который избрал волостной Совет рабочих, крестьянских и солдатских депутатов и исполнительный комитет (исполком) данного Совета. Исполком осуществил конфискацию помещичьих имений, так с ноября 1917 года и до февраля 1918 года в созданной Сходненской волости было конфисковано 45 имений у бывших владельцев в пользу народа. В 1927 году в Черкизове было 79 дворов и 421 человек жителей, которые работали на фабриках, занимались промыслами и сдавали дома под дачи. В 1924 году было образовано кредитное товарищество «Красный пахарь», в которое входило более 200 человек. В Черкизове был ветеринарный пункт, изба-читальня, библиотека, магазин кредитного товарищества, работала добровольная пожарная дружина, действовала церковь.
После организации в селе колхоза «Путь Сталина», местную церковь закрыли.
В годы Великой Отечественной войны фронт находился рядом с Черкизово. Недалеко от села находились противотанковые и противопехотные заграждения, а также проходила сплошная линия заграждений из колючей проволокой под напряжением. В начале декабря 1941 года части 20-й армии Западного фронта, которые размещались в селе, перешли в контрнаступление и освободили районные центры Красная Поляна и Солнечногорск.
После войны в Черкизово появилось электричество, местный колхоз «Путь Сталина» вошёл в состав большого совхоза «Путь к коммунизму». Позже Черкизово вошло в состав рабочего посёлка Новоподрезково, позднее посёлок городского типа, а в 1984 году Черкизово вошло в состав Москвы. После вхождения в Ленинградский район все его улицы, проезды и переулки были упразднены или переименованы, 6 февраля 1986 года.
На данный момент времени территория бывшего села входит в Черкизовский микрорайон Молжаниновского района САО. В микрорайоне на Ленинградском шоссе существуют две остановки общественного транспорта «Черкизово», на них останавливаются автобусы Москвы и Подмосковья, маршрутов № 13, № 30, № 283, № 350 № 400, № 440, № 465, № 484, № 817, № 851, № 865.
В процессе строительства (не состоялось), микрорайона эконом-класса, по проекту застройки участка площадью 76,5 гектаров на территории Молжаниновского района компанией «Интеко», которое планировалось завершить 2014 году, предполагалось упразднение села Черкизово.
В рамках инвестиционной программы по созданию мест приложения труда на территории города, в 2025 году, в Черкизовском микрорайоне, начато строительство (по планам было 2023 — 2024 годы) торгового центра (ТЦ) «Вельё», по почтовому адресу: Ленинградское шоссе, дом № 344  (земельный участок 347).

## Улицы и тупики
На момент вхождения в город-герой в селе имелись следующие улицы и тупики (упразднены, 6 февраля 1986 года):
- Центральная улица;
- Полевая улица;
- Пригородная улица;
- Первомайский тупик;
- Суворовский тупик;
- Кировский тупик.